# ديسيه
ديسيه (بالفرنسية: Deshaies)‏ هي بلدية فرنسية يسكنها 4356 نسمة (حسب إحصاء 1 يناير 2011)، وهي تقع في إقليم جوادلوب.